# George Daniels
George Daniels (né le 19 août 1926, mort le 21 octobre 2011) est un horloger autodidacte anglais de génie, inventeur de l'échappement coaxial (en).

## Biographie
Grand spécialiste d'Abraham Louis Breguet, George Daniels est un des rares horlogers capables de fabriquer de A à Z une montre à complications complète, y compris le boîtier et le cadran. Il est un ancien Master of the Clockmakers' Company de Londres et a été récompensé par leur Médaille d'or, un rare honneur. Il a construit sa première montre, une montre de poche à tourbillon avec échappement à détente pivotée en 1969. Une trentaine de pièces compliquées suivront.
Depuis son apparition en 1999, l'échappement coaxial (en anglais, co-axial escapement) est désormais presque systématiquement utilisé par la marque horlogère suisse Omega qui en a soutenu le développement.
Il est également l'auteur de plusieurs ouvrages techniques consacrés à l'horlogerie. Certains d'entre eux ont été traduits en français. Daniels donne d'ailleurs une description minutieuse de son échappement dans son ouvrage La Montre.

## Publications
- (en) Clutton, Cecil & George Daniels, Watches, B. T. Batsford, Ltd., London, 1965 ;
- George Daniels, L'Art de Breguet, Éditions Scriptar, Lausanne,  (ISBN 2-88012-052-7)
  - Titre original : (en) The Art of Breguet, Sotheby Parke Bernet, London, 1974  (ISBN 0-85667-004-9) ;
- George Daniels, La Montre : Principes et méthodes de fabrication, Éditions Scriptar, Lausanne, 1993
  - Titre original : (en) Watchmaking, Sotheby's, London, 1981  (ISBN 0-85667-150-9) (édition de 2002 :  (ISBN 0-85667-497-4)) ;
- (en) George Daniels, All in Good Time : Reflections of a Watchmaker, Isle of Man (UK), 2000.
- (en) George Daniels, Practical Watch Escapement,  (ISBN 085667687X) (préciser année et éditeur).

## Liens  externes
- (en) Site personnel de George Daniels
- (en) Quelques images de ses montres
- (en) Courte biographie sur le site d'Omega
- (en) Courte présentation de Georges Daniels à l'occasion d'une exposition de ses montres (article du Financial Times du 30 mars 2006)

- Site officiel
- Notice dans un dictionnaire ou une encyclopédie généraliste :   - Oxford Dictionary of National Biography
- Notices d'autorité :   - VIAF
  - ISNI
  - BnF (données)
  - IdRef
  - LCCN
  - GND
  - Belgique
  - Pays-Bas
  - Israël
  - Norvège
  - Tchéquie
  - WorldCat